# Storia di Brindisi

## Dalla preistoria ai Messapi
Le ricerche e scavi occasionali hanno rivelato a Brindisi un insediamento dell'età del bronzo media (XVI secolo a.C.) nel promontorio di Punta le Terrare, che si trova nel porto esterno: un gruppo di capanne, protette da un terrapieno di pietre, ha restituito frammenti di ceramica micenea. Lo stesso Erodoto aveva parlato di un'origine micenea per queste popolazioni.

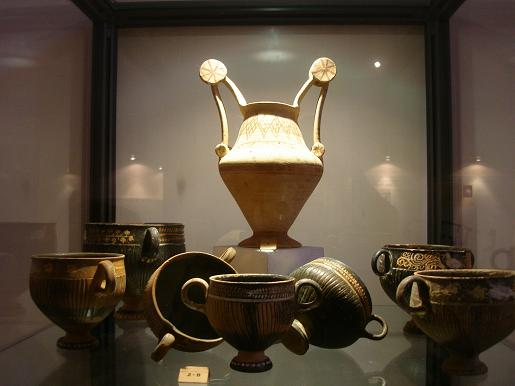
Ceramica Messapica, Centro documentazione messapica Oria

La penisola salentina venne abitata dai Messapi, di provenienza incerta. I primi insediamenti documentati li troviamo alle soglie dell'VIII secolo a.C. con gli abitati di Oria e di Brindisi.
La necropoli di Tor Pisana (a sud dell'attuale centro storico di Brindisi) ha restituito vasi protocorinzi della prima metà del VII secolo a.C.
In chiave anti-tarantina deve intendersi l'alleanza fra Brindisi e Thurii testimoniata dal caduceo bronzeo del V secolo a.C. rinvenuto durante la costruzione del piazzale adiacente alla stazione cittadina. Numerosi sono stati i ritrovamenti archeologici nell'area della città antica (tombe con ricchi corredi, epigrafi); rimane tuttavia improponibile qualsiasi tentativo di ricostruire il tessuto abitativo della fase messapica, dando per scontata la decontestualizzazione delle epigrafi utilizzate come materiale di reimpiego.
La Brindisi messapica intratteneva certamente rapporti commerciali intensi con l'opposta sponda adriatica e con le popolazioni greche dell'Egeo: tali rapporti sono documentati dai reperti archeologici.

## Il periodo romano

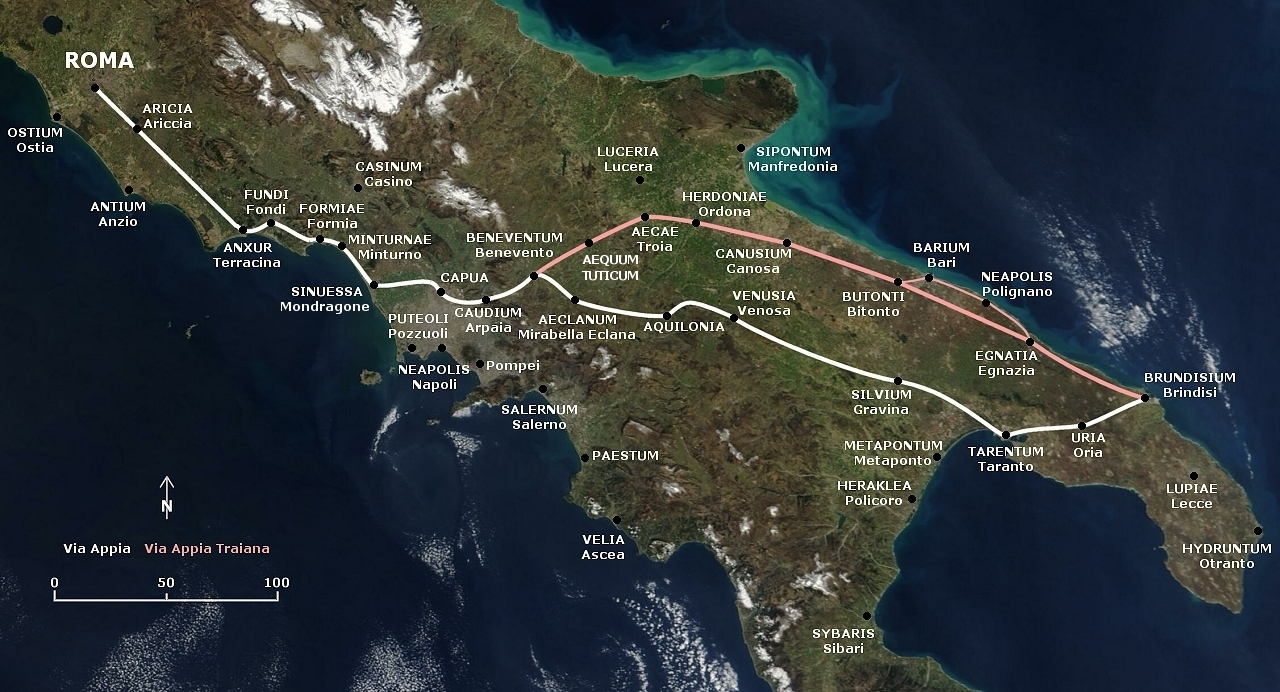
Il percorso della Via Appia

I Romani vennero in contatto con la regione nel corso delle guerre contro i Sanniti e contro Pirro tra il IV e il III secolo a.C. Per tutte le città della Puglia si preparava la conquista da parte dei Romani, i quali ben presto si accorsero della posizione strategica della regione che, con il porto di Brindisi, rappresentava la via per la conquista dei Balcani e della Grecia.
Brindisi, che era stata conquistata nel 266 a.C., venne elevata a rango di municipio optimo iure nel 240 a.C., status che riconosceva ai brindisini la cittadinanza romana.
Il dominio romano favorì la realizzazione di importanti infrastrutture e opere pubbliche. Dal II secolo a.C. Brindisi fu collegata direttamente con Roma dalla Via Appia attraverso Taranto, Venosa e Benevento; sotto Traiano si lastricò un tratto costiero, la Via Traiana, che passava per Egnazia e Canosa e raggiungeva l'Appia a Benevento (il viaggio da Roma a Brindisi via terra si effettuava in 13/14 giorni lungo un percorso totale di 540 chilometri). Brindisi divenne così il principale porto romano verso l'Oriente, sia come base navale per tutte le guerre con la Macedonia, la Grecia e l'Asia minore, sia come importante centro commerciale, in sostituzione di Taranto, la cui importanza era assai diminuita dopo la conquista romana.

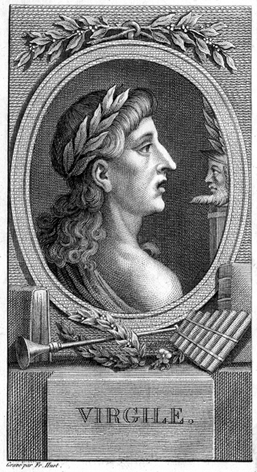
Immagine di Virgilio

Durante la seconda guerra punica Brindisi rimase fedele a Roma, anche dopo la battaglia di Canne, e ciò le valse riconoscenza e onori. Ottenne da Silla nell'anno 83 a.C. l'immunità - probabilmente in relazione all'istituzione di un porto franco - che poi conservò per lungo tempo.
Divenuto un porto trafficatissimo e caposcalo per l'Oriente e la Grecia, molti romani illustri transitarono da Brindisi: Cicerone, ospite di Lenio Flacco, vi scrisse le Lettere Brindisine; a Brindisi arrivò Orazio Flacco in occasione del suo viaggio durante il quale accompagnò Mecenate e vi morì Virgilio, mentre tornava da un viaggio in Grecia; vi sbarcò Agrippina con le ceneri di Germanico.
Un evento importante interessò Brindisi nel 49 a.C.: nel corso della Guerra civile, Giulio Cesare assediò la città dove si era rifugiato Pompeo e ne ostruì il porto. A Brindisi nel 40 a.C. Ottaviano e Marco Antonio si riconciliano (foedus brundusinum).
Brindisi rimase una florida e attiva città per tutto il periodo imperiale romano, come è attestato da scrittori latini che ci documentano sul traffico militare e commerciale che si svolgeva nel suo porto. Plinio la menziona anche per la produzione a carattere quasi industriale di specchi in bronzo; Varrone ne loda la coltivazione della vite; Cassio Dione ricorda i venditori ambulanti di libri in lingua greca.

## Il Medioevo

L'Impero Bizantino sotto Basilio II Bulgaroctono nel 1025

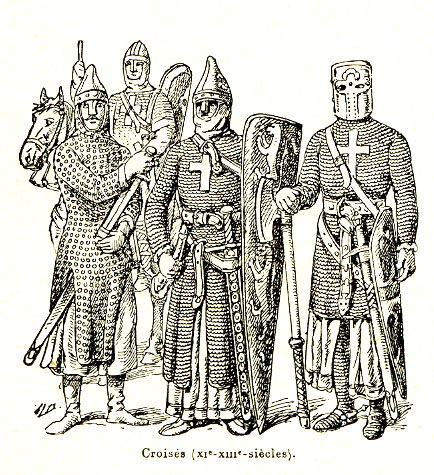
I Crociati

Brindisi, con la caduta dell'Impero romano d'Occidente, si avviò verso un periodo di decadenza lungo ed inesorabile.
Nei primi secoli del Medioevo subì devastazioni durante la guerra greco-gotica (535-553), fu poi sottomessa ai Longobardi che la tennero dal VII al X secolo. Subì ripetuti assalti e saccheggi da parte dei Saraceni (in particolare nell'838) e fu distrutta dall'imperatore Ludovico II nell'868. Fu ripresa dai Bizantini ed ebbe probabilmente un vescovo greco; agli inizi dell'XI secolo, il protospatario Lupo avviò un programma di ricostruzione della città che ci è documentato solo dalla iscrizione posta sulla base di una delle colonne monumentali del porto.
La città fu conquistata da Roberto il Guiscardo una prima volta nel 1060 e poi, definitivamente, nel 1071. Fu dominio di Goffredo, conte di Conversano, il quale proseguì l'opera di ricostruzione urbana con la moglie Sichelgaita, e di suo figlio Tancredi, favorendo il ritorno della sede episcopale e la costruzione di una nuova cattedrale. Divenne poi nel 1133 città demaniale sotto Ruggero II, ma nel 1156 fu devastata dal re Guglielmo il Malo a seguito della rivolta baronale. Fiorì per cultura e commerci: il porto ritornò ad essere importante scalo per l'Oriente e divenne il principale imbarco per pellegrini e crociati diretti in Terra santa. Il re Tancredi vi fece celebrare le nozze del figlio Ruggero III con la figlia del basileus di Bisanzio e nella stessa cattedrale lo incoronò suo successore (1192).
Nel 1199 Brindisi firmò un patto di alleanza commerciale e politica con la repubblica di Venezia. Federico II di Svevia aveva una speciale predilezione per Brindisi che lui definì in versi filia Solis. Il 9 novembre 1225 nella Cattedrale di Brindisi il Puer Apuliae prese in moglie Jolanda di Brienne, erede della corona di Gerusalemme, e dal porto brindisino partì nel 1227 per la Sesta crociata da lui comandata..
L'imperatore fu anche il promotore della costruzione di un robusto castello (1227) e dell'ampliamento del preesistente arsenale (1240) situato nel seno di ponente del porto presso il castello: tale arsenale poteva ricoverare ben venti navi (la città di Napoli nello stesso periodo poteva contare su un arsenale per otto navi). L'imperatore concesse inoltre alla città molti privilegi e soprattutto vi fece funzionare una delle due zecche del Regno.
Sotto gli Angioini fu ingrandito il porto e restaurato il castello, ma fu chiusa la zecca e la città ebbe poi a soffrire per le lotte dinastiche e per le conseguenze della peste (1348-1349): sarà ripopolata grazie a massicce immigrazioni di Slavi, Albanesi e Greci.

## Dagli Aragonesi ai Veneziani fino all'Unità d'Italia

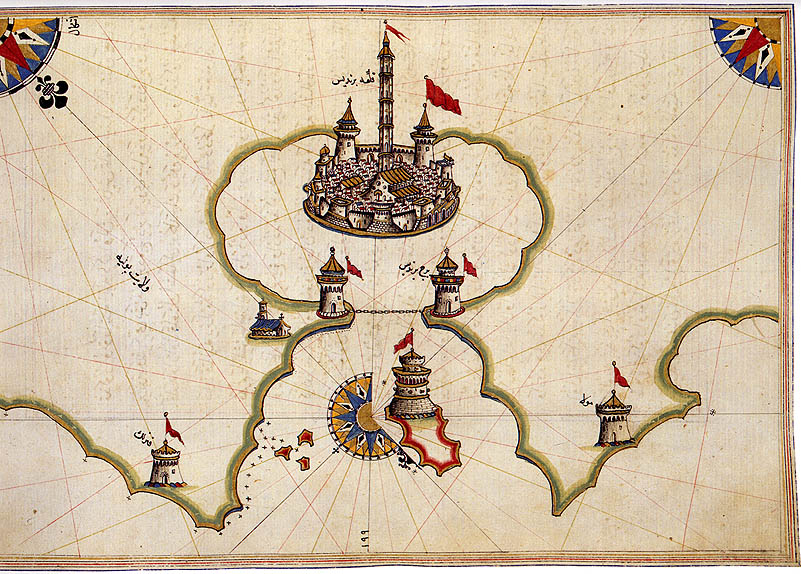
Mappa di Brindisi del XVI secolo opera dell'ammiraglio turco Piri Reis

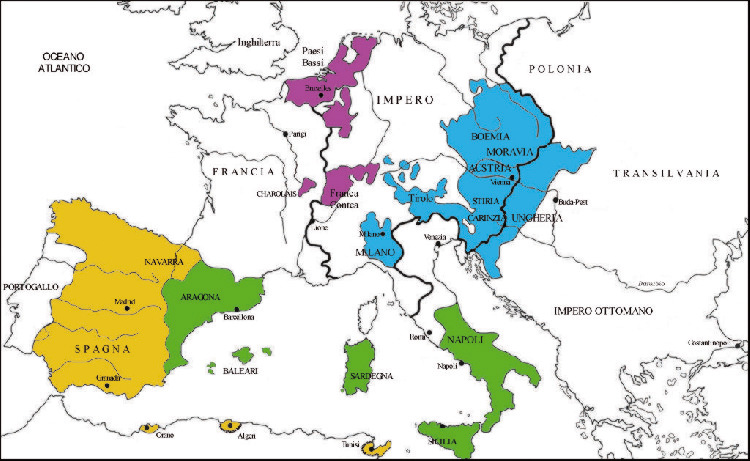
Possedimenti di Carlo V

Sotto gli Aragonesi fu rafforzato il castello di terra, venne costruita la fortezza dell'isola Sant'Andrea; ma per proteggere la città Giovanni Antonio Orsini Del Balzo nel 1449 aveva inopportunamente ostruito il canale del porto e aveva soffocata così la sua via marittima. Per oltre tre secoli il porto di Brindisi si sarebbe ridotto ad uno scalo di pescatori e approdo di piccolo cabotaggio.
Brindisi fu anche distrutta dal terremoto del 1456 e riedificata da Ferdinando I d'Aragona.
Dal 1496 al 1509 appartenne a Venezia: il doge veneziano Agostino Barbarigo quando prese possesso della città confermò tutti i privilegi concessi dagli Aragonesi e ne aggiunse degli altri, tra cui quello che obbligava le galere veneziane ad entrare nel porto di Brindisi e restarci 3 giorni. Brindisi connobbe quindi anni di prosperità, benessere ed espansione dei propri commerci.
Nel 1509 Venezia fu riconsegnò Brindisi agli Spagnoli, sotto i quali incominciò la decadenza: il porto rimase abbandonato, le acque attorno si erano impaludate e la città piombò in una gravissima crisi economica e demografica; alle rivolte popolari del 1554 e del 1647 i nuovi padroni risposero con la repressione. La tremenda epidemia di peste che funestò il Regno di Napoli nel 1656 si fece sentire anche a Brindisi.
Sotto la dinastia borbonica si ebbe un periodo di crescita economica: nel 1775, sotto Ferdinando IV, fu riattivato per opera dell'ingegnere Andrea Pigonati il canale d'uscita del porto interno (attuale Canale Pigonati) e furono risanate le paludi adiacenti alla città. La città fu così collegata con il nuovo sistema stradale che veniva realizzato nel Regno e successivamente fu scelta come caposaldo della linea ferroviaria adriatica, alla cui realizzazione attesero il vecchio regno borbonico e il nuovo stato unitario. Con l'apertura del canale di Suez nel 1869, Brindisi divenne il terminale europeo della Valigia delle Indie: dal 1870 al 1914 fu il porto d'imbarco della principale comunicazione tra l'Europa Occidentale e l'Oriente.
La fama di Brindisi quale porto capolinea dei collegamenti con l'India è ben espressa ne Il giro del mondo in 80 giorni pubblicato nel 1873 dal francese Jules Verne.

## Dal Novecento ai giorni nostri

Vittorio Emanuele III a Brindisi passa in rassegna una formazione del Regio Esercito

Durante la guerra 1915-18 la posizione di Brindisi, quale unico porto sicuro della sponda italiana dell'Adriatico, ne fece la base naturale delle operazioni militari su quel mare. Il porto fu quindi attrezzato in rapporto alle esigenze militari e divenne base della flotta italiana e delle navi alleate che operavano nel basso Adriatico. Il bacino naturale del porto interno si rivelò anche un'ottima base di partenza e atterraggio di idrovolanti. Con il Governo di Giovanni Giolitti fu realizzato il mastodontico Acquedotto Pugliese, il più grande acquedotto d'Europa, che permise alla città di rimediare allo storico problema della penuria di acqua.
Con l'avvento del fascismo, fu istituita la nuova provincia di Brindisi (legge 22 dicembre 1927) e durante il ventennio a Brindisi furono costruiti edifici scolastici, palazzi istituzionali ed altre importanti infrastrutture (aeroporto militare).
Nel corso della seconda guerra mondiale la città, a causa della sua posizione altamente strategica e per le importanti strutture esistenti, subì tremendi bombardamenti in diverse circostanze, già nel 1940 e nel 1941. Tra il settembre 1943 e il febbraio 1944, quando Vittorio Emanuele III sfuggiva agli eventi della Liberazione, la città ebbe funzione di capitale d'Italia.
Le drammatiche condizioni economiche del secondo dopoguerra provocarono sia una ripresa delle lotte del movimento contadino, sia una massiccia emigrazione verso le città industriali del Nord Italia. Nei primi anni sessanta a Brindisi fu realizzata una grande industria petrolchimica che andava ad aggiungersi alle imprese meccaniche e aeronavali, garantendo opportunità di lavoro a tecnici e operai provenienti dal territorio e dalle province e regioni limitrofe.
Per un certo periodo Brindisi ha ripreso la sua vocazione di collegamento con l'Oriente, divenendo il porto preferito dal turismo diretto in Grecia, ma recentemente sta pagando la concorrenza degli altri porti (Ancona e Bari) meglio attrezzati.
Nella mattinata di sabato 19 maggio 2012, alle ore 7.42 la città è diventata tristemente nota per l'attentato alla scuola: fu fatto esplodere un ordigno composto da tre bombole al GPL camuffate in un cassonetto blu piazzato davanti ai muri e accanto al cancello di ingresso dell'Istituto Professionale per i Servizi Sociali "Francesca Laura Morvillo-Falcone", sito in Brindisi alla via Giuseppe Maria Galanti. L'esplosione ha ferito dieci studenti che frequentavano tale Istituto: tra questi si contano una studentessa deceduta, Melissa Bassi (nata a Mesagne il 26 novembre 1996, dove risiedeva), e cinque ferite gravemente. Questo fatto ha suscitato un'indignazione civile diventata poi internazionale. Quale responsabile della strage fu individuato, pochi giorni dopo, il commerciante di carburanti copertinese Giovanni Vantaggiato, il quale aveva tentato di uccidere un ex socio, divenuto poi rivale, con lo stesso sistema di esplosivo.
Il 2 novembre 2019 la città è stata scossa dalla notizia riguardante il ritrovamento di un ordigno bellico inglese risalente alla seconda guerra mondiale durante degli scavi per l'ampliamento dell'area parcheggio del Cinema multisala Andromeda.
In seguito a degli accertamenti, si è presentata la necessità di evacuare la città per un raggio di oltre 1,6km durante le operazioni di disinnesco, estrazione e trasporto dell'ordigno, avvenute il 15 dicembre. Si tratta della più grande evacuazione della storia italiana, che ha visto costretti circa 55.000 cittadini a spostarsi all'esterno della zona delimitata come pericolosa. È stata evacuata anche la casa circondariale di Brindisi, e 14 scuole sono state adibite a centri di accoglienza. È stato fermato il traffico aereo e ferroviario.
L'ordigno era una bomba d'aereo modello MK V SAP 500 libbre di fabbricazione inglese, di peso pari a 226,80 chili, contenente circa 40 chili di tritolo.
L'evento ha avuto un impatto mediatico molto forte, interessando persino testate giornalistiche internazionali come il New York Times.